# Saggez Abad
Saggez Ābād (farsi سگزآباد) è una città dello shahrestān di Boyinzahra, circoscrizione Centrale, nella provincia di Qazvin in Iran. Aveva, nel 2006, una popolazione di 4.953 abitanti. La città si trova a ovest di Boyinzahra.